# Miguel Ángel Martínez Martínez
Miguel Ángel Martínez Martínez (Madrid, 30 de enero de 1940) es un político español del PSOE.

## Trayectoria académica
Estudió en Madrid, Toulouse y Viena. Medalla de oro de la Universidad Comenius de Bratislava (Eslovaquia). Doctor por las Universidades de Moscú (Rusia), Cluj (Rumanía) y Aberdeen (Reino Unido). Es Profesor de español en el Liceo Bellevue de Toulouse y en el Liceo Agrario de Ondes.

## Trayectoria política
Miembro del PSOE, en 1977 es elegido diputado en el Congreso por Ciudad Real y en 1981 es elegido secretario general del PSOE de Castilla-La Mancha. En 1999 es elegido eurodiputado, cargo que mantiene en la actualidad. Es además vicepresidente del Parlamento Europeo. Es además miembro de las comisiones de Agricultura, Peticiones, Asamblea Parlamentaria Paritaria ACP-UE, Delegación Parlamento Europeo-Parlamento Panafricano y suplente de la comisión de Desarrollo.

## Cargos desempeñados
- Diputado por la provincia de Ciudad Real en el Congreso de los Diputados (1977-1999).
- Secretario general del PSOE de Castilla-La Mancha (1983-1988).
- Diputado del Parlamento Europeo (1999-2014).
- Vicepresidente del Parlamento Europeo (2007-2014).